# Miah Davis
Miah Davis, właśc. Jeremiah William Davis (ur. 12 lutego 1981 roku w Bremerton) – amerykański koszykarz, rozgrywający. 
Były gracz m.in. Czarnych Słupsk oraz PBG Basketu Poznań, obecnie gra na Cyprze.

## Życiorys
Davis jest absolwentem University of the Pacific, gdzie był podstawowym zawodnikiem tamtejszych Tigers. Davis w swoim seniorskim sezonie w NCAA poprowadził zespół Tigers do wicemistrzostwa silnej konferencji Big West oraz drugiej rundy NCAA Tournament 2004. Był tam wyróżniającym się graczem, notował średnio 14,7 pkt (najwięcej w zespole, szósty w całej konferencji), 3,7 zbiórki oraz 3,1 asysty. W pierwszej piątce wystąpił w 31 spotkaniach z 32 rozegranych przez drużynę. Może poszczycić się również tytułem Gracza Roku konferencji Big West. Davis świetnie potrafi wykonywać rzuty osobiste, w którym to elemencie gry był sklasyfikowany na 3 miejscu całej ligi. Po udanym, ostatnim sezonie w NCAA Davis przygotowywał się do draftu NBA pod okiem trenera LA Clippers Mike'a Dunleavy'ego. Nie udało mu się jednak dostać do NBA i zakotwiczył w drużynie Roanoke Dazzle z ligi NBDL. Nie szło mu już jednak tak dobrze, gdyż grając średnio ok. 21 minut w meczu notował 5,4 pkt, 3,5 asysty oraz 2,5 zbiórki.
W roku 2005 podpisał kontrakt z drużyną Czarnych Słupsk, gdzie 17 maja 2006 r. zdobył brązowy medal. Notował wtedy w 35 meczach średnio 13 pkt, 5,8 zbiórki i 5,9 asyst. W drugim i ostatnim sezonie w słupskiej drużynie notował średnio 11 pkt, 3,9 zbiórki, 4,2 asyst oraz 2 przechwyty. Ponownie jak przed rokiem był najlepszym zawodnikiem ze Słupska, a jego drużyna zajęła 5. miejsce w rozgrywkach ligowych. Później występował w niemieckiej drużynie Telekom Basket Bonn. W sezonie 2008/2009 podstawowy gracz beniaminka PLK PBG Basket Poznań. W sezonie 2009–2010 występował w cypryjskim zespole Proteas EKA AEL Limassol.

## Osiągnięcia
Na podstawie, o ile nie oznaczono inaczej.
College
- Uczestnik II rundy turnieju NCAA (2004)
- Mistrz turnieju konferencji BWC (2004)
- Zawodnik roku konferencji Big West NCAA (2004)
- Zaliczony do:
  - I składu:
    - BWC (2004)
    - turnieju:
      - BWC (2004)
      - Great Alaska Shootout (2004)

  - II składu All-CCAA (California Collegiate Athletic Association – 2001)

Drużynowe
- Wicemistrz:
  - Niemiec (2008)
  - Cypru (2010, 2013)
- Brązowy medalista mistrzostw Polski (2006)
- Zdobywca superpucharu Cypru (2009, 2011)

Indywidualne
(* – nagrody przyznane przez portal eurobasket.com)
- Zaliczony do:
  - I składu:
    - PLK (2006)
    - obcokrajowców*:
      - PLK (2006)
      - ligi cypryjskiej (2011)

    - defensywnego*:
      - PLK (2006)
      - ligi cypryjskiej (2010, 2011)

  - II składu ligi cypryjskiej (2010, 2011)*
  - III składu ligi cypryjskiej (2013)*
- Uczestnik meczu gwiazd PLK (2006, 2007)
- Lider PLK w średniej asyst (2006)[3]

## Statystyki podczas występów w PLK
- Sezon 2005/2006 (Czarni Słupsk): 35 meczów (średnio 12,9 punktu, 5,8 zbiórki oraz 5,9 asysty w ciągu 36,8 minuty)
- Sezon 2006/2007 (Czarni Słupsk): 30 meczów (średnio 10,6 punktu, 3,8 zbiórki oraz 4,2 asysty w ciągu 32 minut)
- Sezon 2008/2009 (PBG Basket Poznań): 25 meczów (średnio 10,8 punktu, 2,4 zbiórki oraz 3,9 asysty w ciągu 26,3 minuty)